# Gliadorphin
Gliadorphin, in einigen Publikationen auch als Gluteomorphin bezeichnet, ist ein exogenes Opioidpeptid, ein sogenanntes Exorphin, welches bei der Verdauung von in Gluten enthaltenem Gliadin entstehen kann.

## Struktur
Gliadorphin ist ein aus sieben Aminosäuren bestehendes Heptapeptid. Die Aminosäuresequenz ist Tyr-Pro-Gln-Pro-Gln-Pro-Phe (im Einbuchstabencode:YPQPQPF). Die Summenformel ist C43H57N9O11 und die molare Masse beträgt 875,4 g·mol−1.

## Wirkung
Normalerweise wird Gliadorphin wie andere Peptide bei der Verdauung durch Verdauungsenzyme vollständig zerlegt. Dies gilt auch für andere exogene Opioidpeptide, wie beispielsweise Casomorphin in der Milch. Es gibt einige Indizien dafür, dass eine glutenfreie Ernährung die Symptome bei autistischen Kindern deutlich lindert. Möglicherweise fehlen diesen Kindern die Enzyme, um Gluten vollständig im Körper abzubauen. Des Weiteren geht man davon aus, dass die unvollständig abgebauten Exorphine dann im Gehirn der betroffenen Kinder an die entsprechenden Opioidrezeptoren anbinden und dort ihre opioide Wirkung entfalten. Diese Hypothese ist die Basis für die Gfcf-Ernährung (gluten-free casein-free diet = gluten- und kaseinfreie Ernährung). Die Thematik wird in Fachkreisen sehr kontrovers diskutiert.